# Magnieu (Magnieu)
Magnieu ist eine Ortschaft und eine ehemalige französische Gemeinde mit 496 Einwohnern (Stand 1. Januar 2018) im Département Ain in der Region Auvergne-Rhône-Alpes. Sie gehörte zum Arrondissement Belley und zum gleichnamigen Kanton.
Mit Wirkung vom 1. Januar 2019 wurden die ehemaligen Gemeinden Magnieu und Saint-Champ zur namensgleichen Commune nouvelle Magnieu zusammengeschlossen, in der die früheren Gemeinden den Status einer Commune déléguée haben. Der Verwaltungssitz befindet sich im Ort Magnieu.

## Lage
Nachbarorte sind Chazey-Bons im Nordwesten, Marignieu im Norden, Saint-Champ im Nordosten, Massignieu-de-Rives im Osten, Parves im Südosten und Belley im Südwesten.